# Inés Rivero
María Inés Rivero (Córdoba, 7 giugno 1975) è una modella argentina.

## Carriera
Dopo aver studiato in una scuola femminile, Maria Inés Rivero debutta come modella all'età di quattordici anni, sfilando in alcuni eventi locali. In una di queste occasioni, quando la ragazza ha sedici anni, viene notata da un agente che le permette di prendere parte al celebre concorso di bellezza Elite Look of the Year, dove però non riesce ad andare oltre le prime eliminazioni.
All'età di diciannove anni si trasferisce a Parigi, e già l'anno dopo nel 1995 conquista le sue prime copertine, comparendo sull'edizione argentina di Elle a marzo. La Rivero debutta sulle passerelle del prêt-à-porter sfilando per Chloé, e successivamente per Christian Lacroix, Christian Dior e Valentino. In seguito la modella lavorerà anche per Alexander McQueen, Bill Blass, Carolina Herrera, Guy Laroche, Lanvin, Oscar de la Renta e Ralph Lauren, fra gli altri. Nel febbraio 1996 è comparsa nell'edizione francese di Marie Claire, a giugno 1997 su Vogue USA ed a marzo 2001 su Cosmopolitan Svezia. Fra le varie campagne pubblicitarie di cui Inés Rivero è stata testimonial si possono citare Chanel, Fendi, GAP, Armani, H&M, John Galliano, Romeo Gigli, Saks Fifth Avenue, Vera Wang e Victoria's Secret.
Fra le altre attività svolte, Inés Rivero ha anche inciso un CD, intitolato Hasta Siempre ed ha avuto dei piccoli ruoli nei film Boys and Girls - Attenzione: il sesso cambia tutto (2000) e Il diavolo veste Prada (2006).
Inés Rivero è stata sposata con l'artista Jarl Ale de Basseville, dal quale ha però divorziato nel 1998; ha poi sposato il finanziere cubano Jorge Mora, dal quale ha avuto una figlia, Maya, nel 2001.

## Agenzie
- Ford Models - New York
- Chic Management
- NEXT Model Management - Londra
- IMG Models - Milano, Parigi